# NGC 2449
NGC 2449 é uma galáxia espiral (Sab) localizada na direcção da constelação de Gemini. Possui uma declinação de +26° 55' 50" e uma ascensão recta de 7 horas, 47 minutos e 20,4 segundos.
A galáxia NGC 2449 foi descoberta em 18 de Janeiro de 1874 por Édouard Jean-Marie Stephan.